# 275 TCN
275 TCN là một năm trong lịch La Mã. 